# Ковальчик, Юрий Иванович
Юрий Иванович Кова́льчик (родился в 1963 году во Львове, УССР) — украинский фотограф. Член Национального союза фотохудожников Украины.

## Образование
Окончил Львовский государственный университет имени Франко, учитель математики (1980—1985), Дрогобычский государственный педагогический университет, практический психолог (2003—2004), Львовский государственный медицинский институт, психоаналитик (2000—2004)

## Эмульсиография
Печатает свои работы на самодельной фотобумаге, которую готовит посредством нанесения на специальный картон эмульсии, изготовленной по собственному рецепту. Фотоэмульсия наносится на специально подготовленные поверхности, подчеркивая таким образом неповторимость каждой работы в сочетании с фактурой, степенью размытости и оттенками изображений.
Работы Юрия Ковальчика представлены в Музее истории фотографии в Кракове, в фондах Музея истории фотографии Алинари во Флоренции.